# Europa Lander

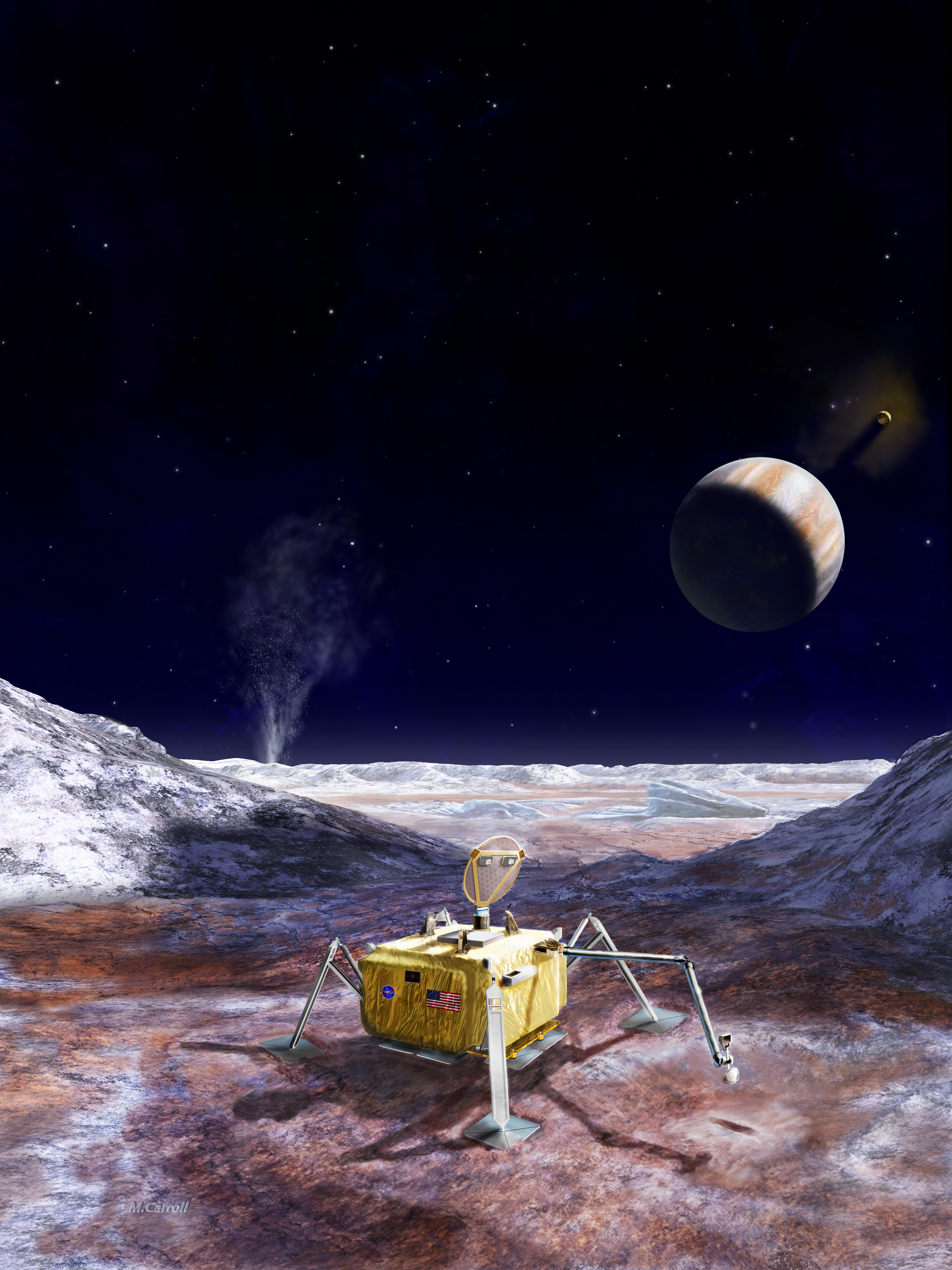
Immagine dellEuropa Lander sulla superficie della luna di Giove

L'Europa Lander è il nome di un concetto di missione spaziale della NASA per un lander da inviare su Europa, satellite naturale di Giove. L'obiettivo della missione sarebbe la ricerca di eventuali biofirme raccogliendo campioni dal sottosuolo a una profondità di 10 centimetri, per una missione della durata di 20 giorni.

## Sviluppo
Il Congresso degli Stati Uniti ha promulgato nel 2016 una direttiva congressuale riguardo a una missione esplorativa della superficie di Europa, cui la NASA ha risposto 6 mesi dopo avviando uno studio di fattibilità, sviluppando e valutando il concetto. Il consiglio di studi planetari della NASA ha inviato i risultati del rapporto a inizio febbraio del 2017. È stato prodotto da ciò che si chiama un Science Definition Team o SDT. La NASA non ha ancora approvato le fasi successive della missione, ancora in fase concettuale. Questo studio prevede il lancio diretto del solo lander, mentre studi precedenti avevano previsto che fosse associato ad un modulo orbitante, l'Europa Clipper, che l'avrebbe sganciato in prossimità dell'obiettivo. Questo rapporto, in particolare, è stato fondamentalmente redatto solo per rispondere alle richieste del governo statunitense.
La NASA aveva precedentemente valutato un concetto di lander per Europa nel 2005, l'Europa Lander Mission, e nel 2012. C'è stato un continuo supporto per missioni su Europa, incluso nel 2014, quando il Congresso degli Stati Uniti approvò una cifra di 80 milioni di dollari per continuare studi su concetti di missioni su Europa.
Anche se il budget per l'anno fiscale 2017 non include fondi per il concetto di Europa Lander, l'SLS e l'Europa Clipper hanno sempre ricevuto finanziamenti, dunque era probabile che in futuro anche la missione del lander sarebbe stata adeguatamente finanziata.
Tuttavia il passaggio all'amministrazione Trump portò al taglio dei fondi alla missione, assieme alla ARM e a 4 missioni di scienze della Terra, focalizzando le attività nel Sistema Solare esterno sull'Europa Clipper, previsto per il lancio nel 2024, in preparazione per il lander pianificato in un momento successivo.

## Obiettivi

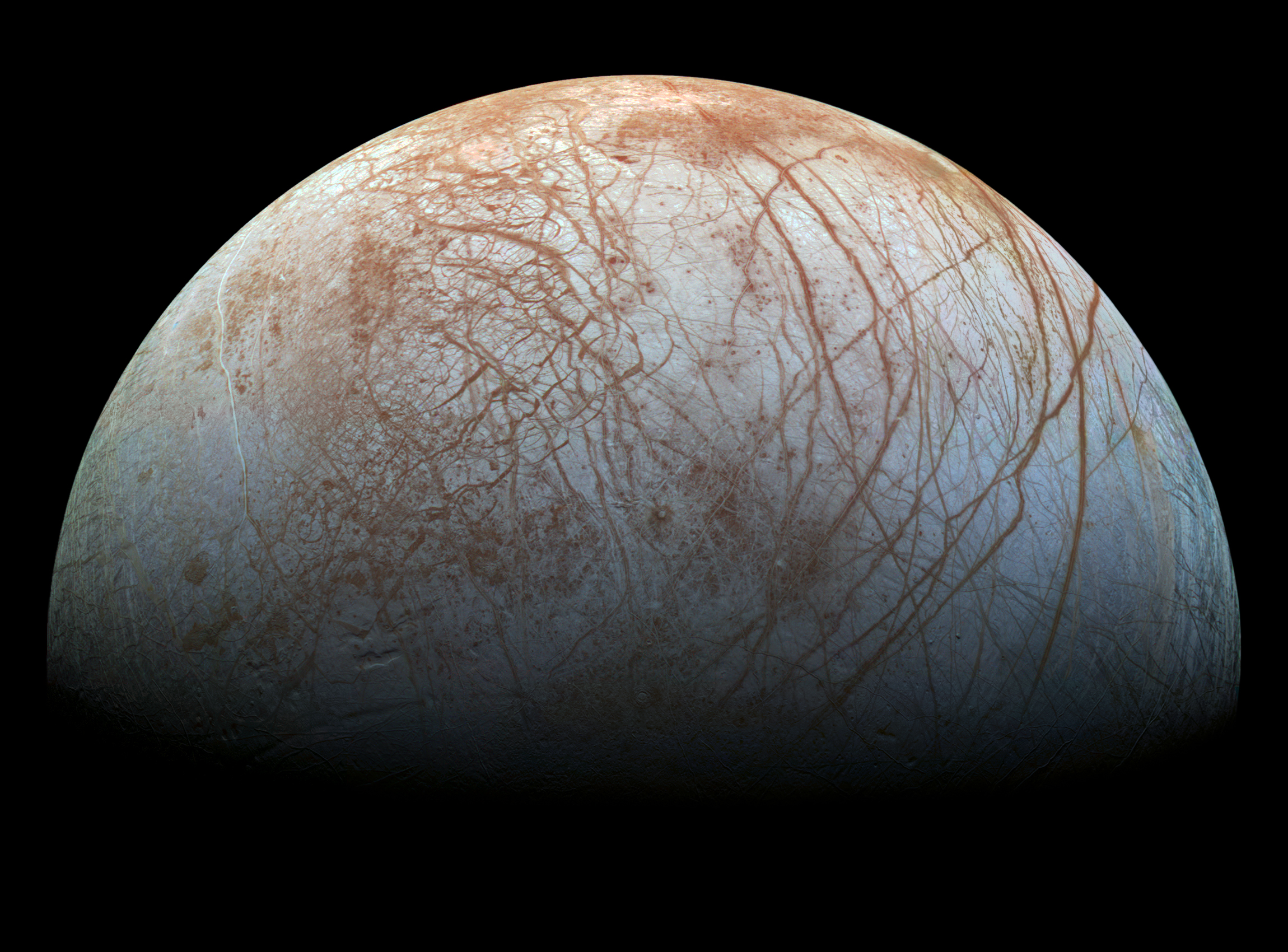
Europa

La missione ha tre obiettivi scientifici.
1. cercare prove di vita su Europa;
2. valutare l'abitabilità di Europa analizzando direttamente i materiali in superficie;
3. caratterizzare la superficie per future missioni.

Il concetto richiederebbe maggiori sviluppi per essere lanciato. Una delle principali difficoltà tecniche consiste nello sviluppare uno strumento per trapanare la superficie, con la sonda esposta per un lungo periodo ai forti livelli di radiazioni presenti nella magnetosfera di Giove in corrispondenza dell'orbita di Europa. Ciò rende l'ambiente estremo, e Popular Science ha suggerito di integrare uno scudo nella sonda esattamente come per Juno. Infatti il Juno Radiation Vault ha aiutato a ridurre l'esposizione alle radiazione di sistemi vulnerabili, specialmente la strumentazione elettronica.

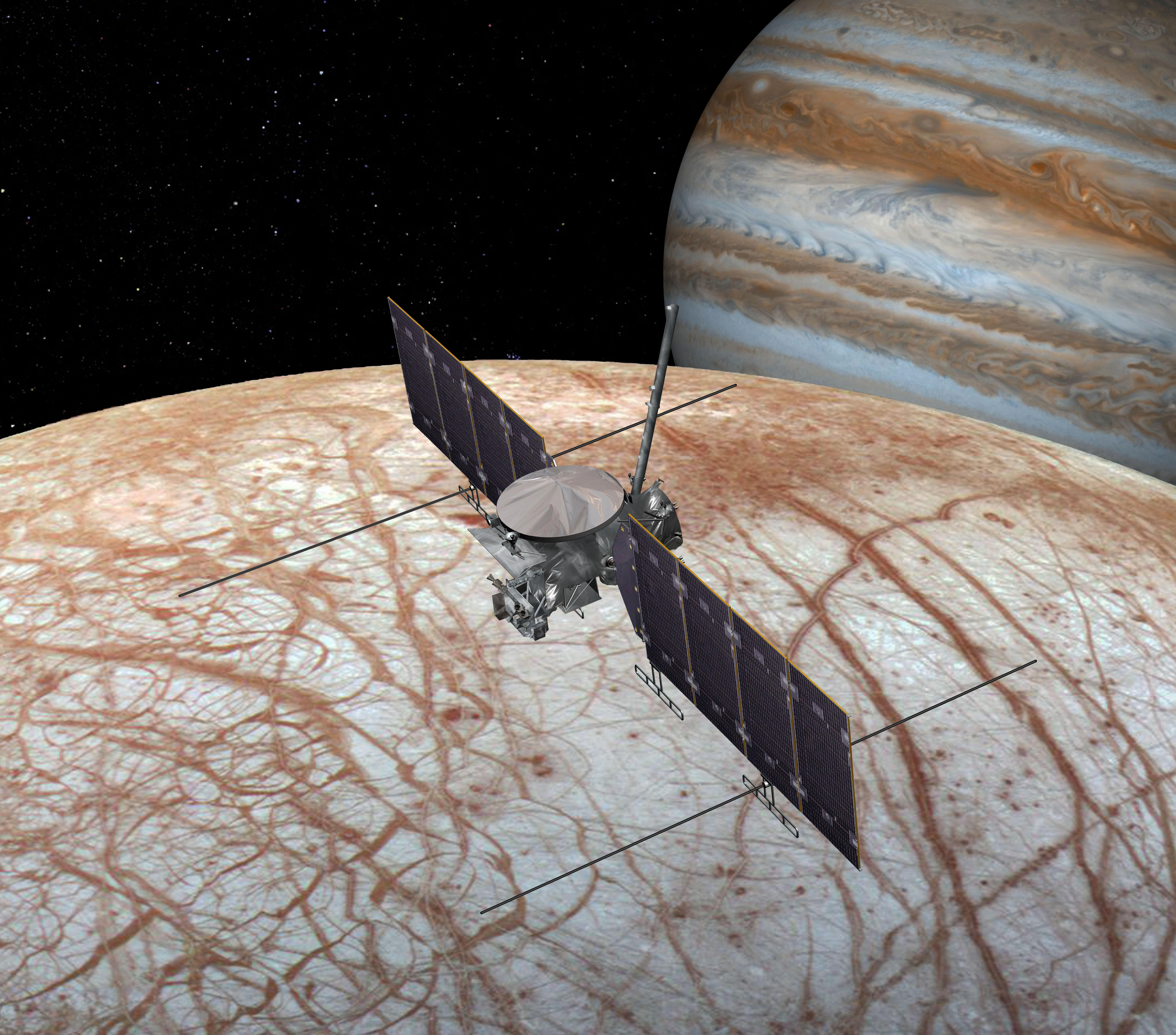
L'Europa Clipper, la sonda che gettò le basi per lEuropa Lander

La missione sarebbe la prima, più di 40 anni dopo le missioni Viking, a riprenderne l'obiettivo: "inseguire" la vita. Il lander è stato descritto come un successore della Galileo, per la quale il maggior risultato è stata la scoperta di particolari ambienti che permetterebbero la vita su Europa, soprattutto nel suo oceano sotterraneo. La vita sulla Terra può essere trovata essenzialmente in tutte le località ove è presente acqua liquida. Ne segue che Europa è un candidato eccellente nella ricerca di vita nel Sistema solare. Quest'acqua potrebbe non essere riscaldata solamente da attività geologica, ma potrebbe essere anche arricchita di sali minerali e composti organici. Diversi ecosistemi esistono sulla Terra anche se non hanno alcun accesso alla luce solare, traendo energia da sorgenti idrotermali, attraverso una chemiosintesi batterica. Le misurazioni compiute ad oggi indicano che Europa ha un oceano con un volume approssimativamente il doppio rispetto a quello degli oceani terrestri. Questo strato di acqua sotto al ghiaccio potrebbe essere a contatto con l'interno della luna permettendo un accesso diretto alle sorgenti idrotermali. Missioni sulla superficie di Europa possono portare il vantaggio di studiare una superficie giovane e attiva come quella di Europa, grazie alla quale materiali profondi vengono regolarmente espulsi dalla superficie.
La NASA aveva precedentemente valutato un concetto di lander per Europa nel 2005 con l'Europa Lander Mission. Inoltre, un altro lander venne valutato nel 2012. C'è stato un continuo supporto per missioni su Europa, incluso nel 2014, quando il Congresso degli Stati Uniti assicurò una cifra bipartitica di 80 milioni di dollari per continuare studi su concetti di missioni su Europa.
Possibile equipaggiamento e carico scientifico:
- Sistema di trapani e ricerca di vita;
- Fotocamere stereoscopiche a colori;
- Sismometro.

Alcune suite di strumenti sono che sono state studiate per un lander di Europa includono uno spettrometro di massa, un magnetometro, un sismometro, un sistema fotografico, uno spettrometro Raman e una fotocamera microscopica.

## Panoramica della missione

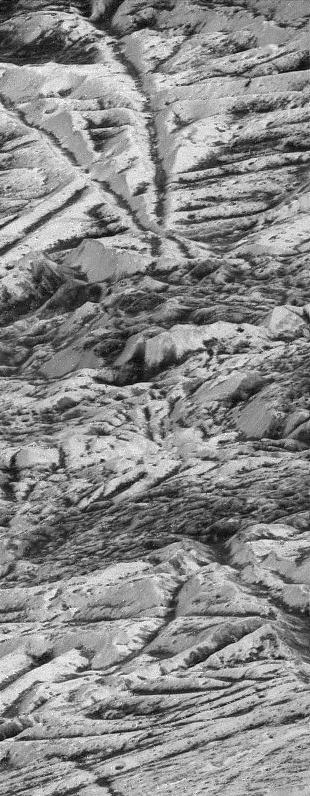
Una delle fotografie della superficie di Europa a risoluzione maggiore, ripresa dalla sonda Galileo.

Il lanciatore doveva essere lo Space Launch System, con un potenziale lancio negli anni 2020. Nessun altro veicolo di lancio è più potente per trasportare la sonda da 16,6 tonnellate. Una traiettoria calcolata vedeva un lancio a bordo dello SLS nel 2025, con una manovra di fionda gravitazionale con la Terra nel 2027, e un arrivo nel sistema di Giove nel 2030. Dopo aver trascorso un po' di tempo in orbita attorno a Giove, la sonda sarebbe atterrata su Europa. La NASA chiamò questa manovra DDL - de-orbita, discesa, e atterraggio. Nel 1995, il telescopio spaziale Hubble scoprì che Europa possiede una tenue atmosfera di ossigeno, a tal punto da avere una pressione superficiale di 0,1 μPa, 10−12 volte quella della Terra.
Le fasi principali della missione Europa Lander sarebbero:
1. viaggio e invio di dati dalla sonda;
2. de-orbita;
3. discesa;
4. atterraggio.

L'Europa Clipper, se ancora operativo, avrebbe operato come ripetitore per le telecomunicazioni del lander.
Una volta atterrato, l'Europa Lander avrebbe operato per circa 20 giorni usando batterie chimiche, evitando le complicazioni che avrebbero potuto esserci nell'usare potenza nucleare o solare. Un problema col nucleare è la disponibilità, dal momento che dagli anni 2010 le risorse di 238Pu per l'esplorazione spaziale sono notevolmente ridotte. Vennero fatti passi per creare un supporto di 238Pu ma quest'ultimo può essere usato solo per sonde simili alle Voyager o ai rover marziani. Gli RTG sono famosi per aver alimentato sonde in decenni, per esempio le sonde del Programma Voyager che vennero progettate e lanciate nel 1977 e che sono ancora operative. I pannelli solari, invece, avrebbero ricevuto sufficiente luce solare ma non sarebbero sopravvissuti abbastanza all'esposizione alle radiazioni presenti nella magnetosfera di Giove. Precedentemente, la NASA aveva valutato un lander ad energia nucleare, che avrebbe dovuto essere trasportato su Europa nel corso della missione Jupiter Icy Moons Orbiter, successivamente cancellata. Nelle previsioni dei progettisti, JIMO avrebbe usato un piccolo sistema a fissione nucleare per la generazione dell'energia e per la propulsione. A parte l'indisponibilità delle sorgenti, uno dei fattori limitanti per la vita della missione è la sopravvivenza alla radiazione; la superficie di Europa sperimenta circa 540 rem al giorno, mentre durante un giorno tipico sulla Terra viene assorbita una radiazione pari a 0,14 rem. La radiazione danneggiò i componenti elettronici della sonda Galileo durante la sua missione. Nel 2012 venne valutata la fattibilità di un lander per Europa, alimentato da due generatori a radioisotopi di nuova generazione, l'Advanced Stirling Radioisotope Generator (ASRG).